# جورايزو
بلدية جورايزو (بالإسبانية: Guriezo)‏، هي إحدى بلديات منطقة كانتابريا, المصنفة على أنها مقاطعة أيضاً، في شمال إسبانيا.
يبلغ عدد سكانها 1.784 نسمة وفقاً لإحصائية سنة (2002).